# Нефтчиляр (станція метро)
40°24′35″ пн. ш. 49°56′36″ сх. д. / 40.40972° пн. ш. 49.94333° сх. д.
«Нєфтчіляр» (азерб. Neftçilər) — станція першої лінії Бакинського метрополітену, розташована між станціями «Кара Караєв» і «Халглар достлугу».
Станція відкрита 6 листопада 1972 однією чергою із сусідніми станціями «Кероглу» — «Кара Караєв». Знаходиться в центрі району Селище «8-й кілометр». 
Оздоблення — стіни станції прикрашені кольоровими мозаїчними панно, що зображують працю нафтовиків. У середній частині залу — подвійний ряд сріблястих, рифлених колон. На розсіченій на клітини стелі розташовані лампи денного світла, що дають м'яке, рівне світло. Підлога станції вистелена різнобарвним візерунчастим гранітом і добре поєднується з панно стін і витонченістю колон.
Колійний розвиток — до 1989 року, коли лінія була продовжена до станції «Ахмедли», станція була кінцевою, за станцією розташований двоколійний оборотний тупик.
Конструкція станції — колонна трипрогінна мілкого закладення